# Le Tableau du maître flamand
Le Tableau du maître flamand (titre original : La tabla de Flandes) est un roman policier de l’écrivain espagnol Arturo Pérez-Reverte, publié en 1990.

## Résumé
Tout débute lorsque Julia, restauratrice de tableaux, découvre, sur un tableau intitulé La partie d’échecs, datant de 1471, l'inscription cachée suivante, en langue latine : « QUIS NECAVIT EQUITEM? » signifiant en français : « Qui a tué le chevalier ? »
Cette découverte est le début d’une intrigue policière car, dès ce moment, plusieurs morts mystérieuses surviennent et créent un lien avec ce tableau, bien que cinq siècles séparent les deux épisodes. On découvre par la suite que la partie d’échecs que l’on aperçoit sur la toile du même nom semble être en lien direct avec ces meurtres.
La partie d'échecs qui est au cœur de l'intrigue de façon symbolique correspond à la position suivante:
|   | a | b | c | d | e | f | g | h |   |
| 8 | Cavalier noir sur case noire b8 · Fou noir sur case blanche c8 · Pion noir sur case noire a7 · Pion noir sur case blanche b7 · Pion noir sur case blanche d7 · Pion blanc sur case blanche a6 · Tour blanche sur case noire b6 · Pion blanc sur case blanche c6 · Pion noir sur case noire a5 · Tour blanche sur case blanche b5 · Roi noir sur case blanche a4 · Roi blanc sur case blanche c4 · Pion blanc sur case blanche e4 · Pion blanc sur case noire c3 · Dame noire sur case blanche c2 · Pion blanc sur case noire d2 · Pion blanc sur case noire f2 · Cavalier blanc sur case blanche b1 · Tour noire sur case noire c1 · Cavalier noir sur case blanche d1 · Dame blanche sur case noire e1 · Fou blanc sur case blanche f1 | Cavalier noir sur case noire b8 · Fou noir sur case blanche c8 · Pion noir sur case noire a7 · Pion noir sur case blanche b7 · Pion noir sur case blanche d7 · Pion blanc sur case blanche a6 · Tour blanche sur case noire b6 · Pion blanc sur case blanche c6 · Pion noir sur case noire a5 · Tour blanche sur case blanche b5 · Roi noir sur case blanche a4 · Roi blanc sur case blanche c4 · Pion blanc sur case blanche e4 · Pion blanc sur case noire c3 · Dame noire sur case blanche c2 · Pion blanc sur case noire d2 · Pion blanc sur case noire f2 · Cavalier blanc sur case blanche b1 · Tour noire sur case noire c1 · Cavalier noir sur case blanche d1 · Dame blanche sur case noire e1 · Fou blanc sur case blanche f1 | Cavalier noir sur case noire b8 · Fou noir sur case blanche c8 · Pion noir sur case noire a7 · Pion noir sur case blanche b7 · Pion noir sur case blanche d7 · Pion blanc sur case blanche a6 · Tour blanche sur case noire b6 · Pion blanc sur case blanche c6 · Pion noir sur case noire a5 · Tour blanche sur case blanche b5 · Roi noir sur case blanche a4 · Roi blanc sur case blanche c4 · Pion blanc sur case blanche e4 · Pion blanc sur case noire c3 · Dame noire sur case blanche c2 · Pion blanc sur case noire d2 · Pion blanc sur case noire f2 · Cavalier blanc sur case blanche b1 · Tour noire sur case noire c1 · Cavalier noir sur case blanche d1 · Dame blanche sur case noire e1 · Fou blanc sur case blanche f1 | Cavalier noir sur case noire b8 · Fou noir sur case blanche c8 · Pion noir sur case noire a7 · Pion noir sur case blanche b7 · Pion noir sur case blanche d7 · Pion blanc sur case blanche a6 · Tour blanche sur case noire b6 · Pion blanc sur case blanche c6 · Pion noir sur case noire a5 · Tour blanche sur case blanche b5 · Roi noir sur case blanche a4 · Roi blanc sur case blanche c4 · Pion blanc sur case blanche e4 · Pion blanc sur case noire c3 · Dame noire sur case blanche c2 · Pion blanc sur case noire d2 · Pion blanc sur case noire f2 · Cavalier blanc sur case blanche b1 · Tour noire sur case noire c1 · Cavalier noir sur case blanche d1 · Dame blanche sur case noire e1 · Fou blanc sur case blanche f1 | Cavalier noir sur case noire b8 · Fou noir sur case blanche c8 · Pion noir sur case noire a7 · Pion noir sur case blanche b7 · Pion noir sur case blanche d7 · Pion blanc sur case blanche a6 · Tour blanche sur case noire b6 · Pion blanc sur case blanche c6 · Pion noir sur case noire a5 · Tour blanche sur case blanche b5 · Roi noir sur case blanche a4 · Roi blanc sur case blanche c4 · Pion blanc sur case blanche e4 · Pion blanc sur case noire c3 · Dame noire sur case blanche c2 · Pion blanc sur case noire d2 · Pion blanc sur case noire f2 · Cavalier blanc sur case blanche b1 · Tour noire sur case noire c1 · Cavalier noir sur case blanche d1 · Dame blanche sur case noire e1 · Fou blanc sur case blanche f1 | Cavalier noir sur case noire b8 · Fou noir sur case blanche c8 · Pion noir sur case noire a7 · Pion noir sur case blanche b7 · Pion noir sur case blanche d7 · Pion blanc sur case blanche a6 · Tour blanche sur case noire b6 · Pion blanc sur case blanche c6 · Pion noir sur case noire a5 · Tour blanche sur case blanche b5 · Roi noir sur case blanche a4 · Roi blanc sur case blanche c4 · Pion blanc sur case blanche e4 · Pion blanc sur case noire c3 · Dame noire sur case blanche c2 · Pion blanc sur case noire d2 · Pion blanc sur case noire f2 · Cavalier blanc sur case blanche b1 · Tour noire sur case noire c1 · Cavalier noir sur case blanche d1 · Dame blanche sur case noire e1 · Fou blanc sur case blanche f1 | Cavalier noir sur case noire b8 · Fou noir sur case blanche c8 · Pion noir sur case noire a7 · Pion noir sur case blanche b7 · Pion noir sur case blanche d7 · Pion blanc sur case blanche a6 · Tour blanche sur case noire b6 · Pion blanc sur case blanche c6 · Pion noir sur case noire a5 · Tour blanche sur case blanche b5 · Roi noir sur case blanche a4 · Roi blanc sur case blanche c4 · Pion blanc sur case blanche e4 · Pion blanc sur case noire c3 · Dame noire sur case blanche c2 · Pion blanc sur case noire d2 · Pion blanc sur case noire f2 · Cavalier blanc sur case blanche b1 · Tour noire sur case noire c1 · Cavalier noir sur case blanche d1 · Dame blanche sur case noire e1 · Fou blanc sur case blanche f1 | Cavalier noir sur case noire b8 · Fou noir sur case blanche c8 · Pion noir sur case noire a7 · Pion noir sur case blanche b7 · Pion noir sur case blanche d7 · Pion blanc sur case blanche a6 · Tour blanche sur case noire b6 · Pion blanc sur case blanche c6 · Pion noir sur case noire a5 · Tour blanche sur case blanche b5 · Roi noir sur case blanche a4 · Roi blanc sur case blanche c4 · Pion blanc sur case blanche e4 · Pion blanc sur case noire c3 · Dame noire sur case blanche c2 · Pion blanc sur case noire d2 · Pion blanc sur case noire f2 · Cavalier blanc sur case blanche b1 · Tour noire sur case noire c1 · Cavalier noir sur case blanche d1 · Dame blanche sur case noire e1 · Fou blanc sur case blanche f1 | 8 |
| 7 | Cavalier noir sur case noire b8 · Fou noir sur case blanche c8 · Pion noir sur case noire a7 · Pion noir sur case blanche b7 · Pion noir sur case blanche d7 · Pion blanc sur case blanche a6 · Tour blanche sur case noire b6 · Pion blanc sur case blanche c6 · Pion noir sur case noire a5 · Tour blanche sur case blanche b5 · Roi noir sur case blanche a4 · Roi blanc sur case blanche c4 · Pion blanc sur case blanche e4 · Pion blanc sur case noire c3 · Dame noire sur case blanche c2 · Pion blanc sur case noire d2 · Pion blanc sur case noire f2 · Cavalier blanc sur case blanche b1 · Tour noire sur case noire c1 · Cavalier noir sur case blanche d1 · Dame blanche sur case noire e1 · Fou blanc sur case blanche f1 | Cavalier noir sur case noire b8 · Fou noir sur case blanche c8 · Pion noir sur case noire a7 · Pion noir sur case blanche b7 · Pion noir sur case blanche d7 · Pion blanc sur case blanche a6 · Tour blanche sur case noire b6 · Pion blanc sur case blanche c6 · Pion noir sur case noire a5 · Tour blanche sur case blanche b5 · Roi noir sur case blanche a4 · Roi blanc sur case blanche c4 · Pion blanc sur case blanche e4 · Pion blanc sur case noire c3 · Dame noire sur case blanche c2 · Pion blanc sur case noire d2 · Pion blanc sur case noire f2 · Cavalier blanc sur case blanche b1 · Tour noire sur case noire c1 · Cavalier noir sur case blanche d1 · Dame blanche sur case noire e1 · Fou blanc sur case blanche f1 | Cavalier noir sur case noire b8 · Fou noir sur case blanche c8 · Pion noir sur case noire a7 · Pion noir sur case blanche b7 · Pion noir sur case blanche d7 · Pion blanc sur case blanche a6 · Tour blanche sur case noire b6 · Pion blanc sur case blanche c6 · Pion noir sur case noire a5 · Tour blanche sur case blanche b5 · Roi noir sur case blanche a4 · Roi blanc sur case blanche c4 · Pion blanc sur case blanche e4 · Pion blanc sur case noire c3 · Dame noire sur case blanche c2 · Pion blanc sur case noire d2 · Pion blanc sur case noire f2 · Cavalier blanc sur case blanche b1 · Tour noire sur case noire c1 · Cavalier noir sur case blanche d1 · Dame blanche sur case noire e1 · Fou blanc sur case blanche f1 | Cavalier noir sur case noire b8 · Fou noir sur case blanche c8 · Pion noir sur case noire a7 · Pion noir sur case blanche b7 · Pion noir sur case blanche d7 · Pion blanc sur case blanche a6 · Tour blanche sur case noire b6 · Pion blanc sur case blanche c6 · Pion noir sur case noire a5 · Tour blanche sur case blanche b5 · Roi noir sur case blanche a4 · Roi blanc sur case blanche c4 · Pion blanc sur case blanche e4 · Pion blanc sur case noire c3 · Dame noire sur case blanche c2 · Pion blanc sur case noire d2 · Pion blanc sur case noire f2 · Cavalier blanc sur case blanche b1 · Tour noire sur case noire c1 · Cavalier noir sur case blanche d1 · Dame blanche sur case noire e1 · Fou blanc sur case blanche f1 | Cavalier noir sur case noire b8 · Fou noir sur case blanche c8 · Pion noir sur case noire a7 · Pion noir sur case blanche b7 · Pion noir sur case blanche d7 · Pion blanc sur case blanche a6 · Tour blanche sur case noire b6 · Pion blanc sur case blanche c6 · Pion noir sur case noire a5 · Tour blanche sur case blanche b5 · Roi noir sur case blanche a4 · Roi blanc sur case blanche c4 · Pion blanc sur case blanche e4 · Pion blanc sur case noire c3 · Dame noire sur case blanche c2 · Pion blanc sur case noire d2 · Pion blanc sur case noire f2 · Cavalier blanc sur case blanche b1 · Tour noire sur case noire c1 · Cavalier noir sur case blanche d1 · Dame blanche sur case noire e1 · Fou blanc sur case blanche f1 | Cavalier noir sur case noire b8 · Fou noir sur case blanche c8 · Pion noir sur case noire a7 · Pion noir sur case blanche b7 · Pion noir sur case blanche d7 · Pion blanc sur case blanche a6 · Tour blanche sur case noire b6 · Pion blanc sur case blanche c6 · Pion noir sur case noire a5 · Tour blanche sur case blanche b5 · Roi noir sur case blanche a4 · Roi blanc sur case blanche c4 · Pion blanc sur case blanche e4 · Pion blanc sur case noire c3 · Dame noire sur case blanche c2 · Pion blanc sur case noire d2 · Pion blanc sur case noire f2 · Cavalier blanc sur case blanche b1 · Tour noire sur case noire c1 · Cavalier noir sur case blanche d1 · Dame blanche sur case noire e1 · Fou blanc sur case blanche f1 | Cavalier noir sur case noire b8 · Fou noir sur case blanche c8 · Pion noir sur case noire a7 · Pion noir sur case blanche b7 · Pion noir sur case blanche d7 · Pion blanc sur case blanche a6 · Tour blanche sur case noire b6 · Pion blanc sur case blanche c6 · Pion noir sur case noire a5 · Tour blanche sur case blanche b5 · Roi noir sur case blanche a4 · Roi blanc sur case blanche c4 · Pion blanc sur case blanche e4 · Pion blanc sur case noire c3 · Dame noire sur case blanche c2 · Pion blanc sur case noire d2 · Pion blanc sur case noire f2 · Cavalier blanc sur case blanche b1 · Tour noire sur case noire c1 · Cavalier noir sur case blanche d1 · Dame blanche sur case noire e1 · Fou blanc sur case blanche f1 | Cavalier noir sur case noire b8 · Fou noir sur case blanche c8 · Pion noir sur case noire a7 · Pion noir sur case blanche b7 · Pion noir sur case blanche d7 · Pion blanc sur case blanche a6 · Tour blanche sur case noire b6 · Pion blanc sur case blanche c6 · Pion noir sur case noire a5 · Tour blanche sur case blanche b5 · Roi noir sur case blanche a4 · Roi blanc sur case blanche c4 · Pion blanc sur case blanche e4 · Pion blanc sur case noire c3 · Dame noire sur case blanche c2 · Pion blanc sur case noire d2 · Pion blanc sur case noire f2 · Cavalier blanc sur case blanche b1 · Tour noire sur case noire c1 · Cavalier noir sur case blanche d1 · Dame blanche sur case noire e1 · Fou blanc sur case blanche f1 | 7 |
| 6 | Cavalier noir sur case noire b8 · Fou noir sur case blanche c8 · Pion noir sur case noire a7 · Pion noir sur case blanche b7 · Pion noir sur case blanche d7 · Pion blanc sur case blanche a6 · Tour blanche sur case noire b6 · Pion blanc sur case blanche c6 · Pion noir sur case noire a5 · Tour blanche sur case blanche b5 · Roi noir sur case blanche a4 · Roi blanc sur case blanche c4 · Pion blanc sur case blanche e4 · Pion blanc sur case noire c3 · Dame noire sur case blanche c2 · Pion blanc sur case noire d2 · Pion blanc sur case noire f2 · Cavalier blanc sur case blanche b1 · Tour noire sur case noire c1 · Cavalier noir sur case blanche d1 · Dame blanche sur case noire e1 · Fou blanc sur case blanche f1 | Cavalier noir sur case noire b8 · Fou noir sur case blanche c8 · Pion noir sur case noire a7 · Pion noir sur case blanche b7 · Pion noir sur case blanche d7 · Pion blanc sur case blanche a6 · Tour blanche sur case noire b6 · Pion blanc sur case blanche c6 · Pion noir sur case noire a5 · Tour blanche sur case blanche b5 · Roi noir sur case blanche a4 · Roi blanc sur case blanche c4 · Pion blanc sur case blanche e4 · Pion blanc sur case noire c3 · Dame noire sur case blanche c2 · Pion blanc sur case noire d2 · Pion blanc sur case noire f2 · Cavalier blanc sur case blanche b1 · Tour noire sur case noire c1 · Cavalier noir sur case blanche d1 · Dame blanche sur case noire e1 · Fou blanc sur case blanche f1 | Cavalier noir sur case noire b8 · Fou noir sur case blanche c8 · Pion noir sur case noire a7 · Pion noir sur case blanche b7 · Pion noir sur case blanche d7 · Pion blanc sur case blanche a6 · Tour blanche sur case noire b6 · Pion blanc sur case blanche c6 · Pion noir sur case noire a5 · Tour blanche sur case blanche b5 · Roi noir sur case blanche a4 · Roi blanc sur case blanche c4 · Pion blanc sur case blanche e4 · Pion blanc sur case noire c3 · Dame noire sur case blanche c2 · Pion blanc sur case noire d2 · Pion blanc sur case noire f2 · Cavalier blanc sur case blanche b1 · Tour noire sur case noire c1 · Cavalier noir sur case blanche d1 · Dame blanche sur case noire e1 · Fou blanc sur case blanche f1 | Cavalier noir sur case noire b8 · Fou noir sur case blanche c8 · Pion noir sur case noire a7 · Pion noir sur case blanche b7 · Pion noir sur case blanche d7 · Pion blanc sur case blanche a6 · Tour blanche sur case noire b6 · Pion blanc sur case blanche c6 · Pion noir sur case noire a5 · Tour blanche sur case blanche b5 · Roi noir sur case blanche a4 · Roi blanc sur case blanche c4 · Pion blanc sur case blanche e4 · Pion blanc sur case noire c3 · Dame noire sur case blanche c2 · Pion blanc sur case noire d2 · Pion blanc sur case noire f2 · Cavalier blanc sur case blanche b1 · Tour noire sur case noire c1 · Cavalier noir sur case blanche d1 · Dame blanche sur case noire e1 · Fou blanc sur case blanche f1 | Cavalier noir sur case noire b8 · Fou noir sur case blanche c8 · Pion noir sur case noire a7 · Pion noir sur case blanche b7 · Pion noir sur case blanche d7 · Pion blanc sur case blanche a6 · Tour blanche sur case noire b6 · Pion blanc sur case blanche c6 · Pion noir sur case noire a5 · Tour blanche sur case blanche b5 · Roi noir sur case blanche a4 · Roi blanc sur case blanche c4 · Pion blanc sur case blanche e4 · Pion blanc sur case noire c3 · Dame noire sur case blanche c2 · Pion blanc sur case noire d2 · Pion blanc sur case noire f2 · Cavalier blanc sur case blanche b1 · Tour noire sur case noire c1 · Cavalier noir sur case blanche d1 · Dame blanche sur case noire e1 · Fou blanc sur case blanche f1 | Cavalier noir sur case noire b8 · Fou noir sur case blanche c8 · Pion noir sur case noire a7 · Pion noir sur case blanche b7 · Pion noir sur case blanche d7 · Pion blanc sur case blanche a6 · Tour blanche sur case noire b6 · Pion blanc sur case blanche c6 · Pion noir sur case noire a5 · Tour blanche sur case blanche b5 · Roi noir sur case blanche a4 · Roi blanc sur case blanche c4 · Pion blanc sur case blanche e4 · Pion blanc sur case noire c3 · Dame noire sur case blanche c2 · Pion blanc sur case noire d2 · Pion blanc sur case noire f2 · Cavalier blanc sur case blanche b1 · Tour noire sur case noire c1 · Cavalier noir sur case blanche d1 · Dame blanche sur case noire e1 · Fou blanc sur case blanche f1 | Cavalier noir sur case noire b8 · Fou noir sur case blanche c8 · Pion noir sur case noire a7 · Pion noir sur case blanche b7 · Pion noir sur case blanche d7 · Pion blanc sur case blanche a6 · Tour blanche sur case noire b6 · Pion blanc sur case blanche c6 · Pion noir sur case noire a5 · Tour blanche sur case blanche b5 · Roi noir sur case blanche a4 · Roi blanc sur case blanche c4 · Pion blanc sur case blanche e4 · Pion blanc sur case noire c3 · Dame noire sur case blanche c2 · Pion blanc sur case noire d2 · Pion blanc sur case noire f2 · Cavalier blanc sur case blanche b1 · Tour noire sur case noire c1 · Cavalier noir sur case blanche d1 · Dame blanche sur case noire e1 · Fou blanc sur case blanche f1 | Cavalier noir sur case noire b8 · Fou noir sur case blanche c8 · Pion noir sur case noire a7 · Pion noir sur case blanche b7 · Pion noir sur case blanche d7 · Pion blanc sur case blanche a6 · Tour blanche sur case noire b6 · Pion blanc sur case blanche c6 · Pion noir sur case noire a5 · Tour blanche sur case blanche b5 · Roi noir sur case blanche a4 · Roi blanc sur case blanche c4 · Pion blanc sur case blanche e4 · Pion blanc sur case noire c3 · Dame noire sur case blanche c2 · Pion blanc sur case noire d2 · Pion blanc sur case noire f2 · Cavalier blanc sur case blanche b1 · Tour noire sur case noire c1 · Cavalier noir sur case blanche d1 · Dame blanche sur case noire e1 · Fou blanc sur case blanche f1 | 6 |
| 5 | Cavalier noir sur case noire b8 · Fou noir sur case blanche c8 · Pion noir sur case noire a7 · Pion noir sur case blanche b7 · Pion noir sur case blanche d7 · Pion blanc sur case blanche a6 · Tour blanche sur case noire b6 · Pion blanc sur case blanche c6 · Pion noir sur case noire a5 · Tour blanche sur case blanche b5 · Roi noir sur case blanche a4 · Roi blanc sur case blanche c4 · Pion blanc sur case blanche e4 · Pion blanc sur case noire c3 · Dame noire sur case blanche c2 · Pion blanc sur case noire d2 · Pion blanc sur case noire f2 · Cavalier blanc sur case blanche b1 · Tour noire sur case noire c1 · Cavalier noir sur case blanche d1 · Dame blanche sur case noire e1 · Fou blanc sur case blanche f1 | Cavalier noir sur case noire b8 · Fou noir sur case blanche c8 · Pion noir sur case noire a7 · Pion noir sur case blanche b7 · Pion noir sur case blanche d7 · Pion blanc sur case blanche a6 · Tour blanche sur case noire b6 · Pion blanc sur case blanche c6 · Pion noir sur case noire a5 · Tour blanche sur case blanche b5 · Roi noir sur case blanche a4 · Roi blanc sur case blanche c4 · Pion blanc sur case blanche e4 · Pion blanc sur case noire c3 · Dame noire sur case blanche c2 · Pion blanc sur case noire d2 · Pion blanc sur case noire f2 · Cavalier blanc sur case blanche b1 · Tour noire sur case noire c1 · Cavalier noir sur case blanche d1 · Dame blanche sur case noire e1 · Fou blanc sur case blanche f1 | Cavalier noir sur case noire b8 · Fou noir sur case blanche c8 · Pion noir sur case noire a7 · Pion noir sur case blanche b7 · Pion noir sur case blanche d7 · Pion blanc sur case blanche a6 · Tour blanche sur case noire b6 · Pion blanc sur case blanche c6 · Pion noir sur case noire a5 · Tour blanche sur case blanche b5 · Roi noir sur case blanche a4 · Roi blanc sur case blanche c4 · Pion blanc sur case blanche e4 · Pion blanc sur case noire c3 · Dame noire sur case blanche c2 · Pion blanc sur case noire d2 · Pion blanc sur case noire f2 · Cavalier blanc sur case blanche b1 · Tour noire sur case noire c1 · Cavalier noir sur case blanche d1 · Dame blanche sur case noire e1 · Fou blanc sur case blanche f1 | Cavalier noir sur case noire b8 · Fou noir sur case blanche c8 · Pion noir sur case noire a7 · Pion noir sur case blanche b7 · Pion noir sur case blanche d7 · Pion blanc sur case blanche a6 · Tour blanche sur case noire b6 · Pion blanc sur case blanche c6 · Pion noir sur case noire a5 · Tour blanche sur case blanche b5 · Roi noir sur case blanche a4 · Roi blanc sur case blanche c4 · Pion blanc sur case blanche e4 · Pion blanc sur case noire c3 · Dame noire sur case blanche c2 · Pion blanc sur case noire d2 · Pion blanc sur case noire f2 · Cavalier blanc sur case blanche b1 · Tour noire sur case noire c1 · Cavalier noir sur case blanche d1 · Dame blanche sur case noire e1 · Fou blanc sur case blanche f1 | Cavalier noir sur case noire b8 · Fou noir sur case blanche c8 · Pion noir sur case noire a7 · Pion noir sur case blanche b7 · Pion noir sur case blanche d7 · Pion blanc sur case blanche a6 · Tour blanche sur case noire b6 · Pion blanc sur case blanche c6 · Pion noir sur case noire a5 · Tour blanche sur case blanche b5 · Roi noir sur case blanche a4 · Roi blanc sur case blanche c4 · Pion blanc sur case blanche e4 · Pion blanc sur case noire c3 · Dame noire sur case blanche c2 · Pion blanc sur case noire d2 · Pion blanc sur case noire f2 · Cavalier blanc sur case blanche b1 · Tour noire sur case noire c1 · Cavalier noir sur case blanche d1 · Dame blanche sur case noire e1 · Fou blanc sur case blanche f1 | Cavalier noir sur case noire b8 · Fou noir sur case blanche c8 · Pion noir sur case noire a7 · Pion noir sur case blanche b7 · Pion noir sur case blanche d7 · Pion blanc sur case blanche a6 · Tour blanche sur case noire b6 · Pion blanc sur case blanche c6 · Pion noir sur case noire a5 · Tour blanche sur case blanche b5 · Roi noir sur case blanche a4 · Roi blanc sur case blanche c4 · Pion blanc sur case blanche e4 · Pion blanc sur case noire c3 · Dame noire sur case blanche c2 · Pion blanc sur case noire d2 · Pion blanc sur case noire f2 · Cavalier blanc sur case blanche b1 · Tour noire sur case noire c1 · Cavalier noir sur case blanche d1 · Dame blanche sur case noire e1 · Fou blanc sur case blanche f1 | Cavalier noir sur case noire b8 · Fou noir sur case blanche c8 · Pion noir sur case noire a7 · Pion noir sur case blanche b7 · Pion noir sur case blanche d7 · Pion blanc sur case blanche a6 · Tour blanche sur case noire b6 · Pion blanc sur case blanche c6 · Pion noir sur case noire a5 · Tour blanche sur case blanche b5 · Roi noir sur case blanche a4 · Roi blanc sur case blanche c4 · Pion blanc sur case blanche e4 · Pion blanc sur case noire c3 · Dame noire sur case blanche c2 · Pion blanc sur case noire d2 · Pion blanc sur case noire f2 · Cavalier blanc sur case blanche b1 · Tour noire sur case noire c1 · Cavalier noir sur case blanche d1 · Dame blanche sur case noire e1 · Fou blanc sur case blanche f1 | Cavalier noir sur case noire b8 · Fou noir sur case blanche c8 · Pion noir sur case noire a7 · Pion noir sur case blanche b7 · Pion noir sur case blanche d7 · Pion blanc sur case blanche a6 · Tour blanche sur case noire b6 · Pion blanc sur case blanche c6 · Pion noir sur case noire a5 · Tour blanche sur case blanche b5 · Roi noir sur case blanche a4 · Roi blanc sur case blanche c4 · Pion blanc sur case blanche e4 · Pion blanc sur case noire c3 · Dame noire sur case blanche c2 · Pion blanc sur case noire d2 · Pion blanc sur case noire f2 · Cavalier blanc sur case blanche b1 · Tour noire sur case noire c1 · Cavalier noir sur case blanche d1 · Dame blanche sur case noire e1 · Fou blanc sur case blanche f1 | 5 |
| 4 | Cavalier noir sur case noire b8 · Fou noir sur case blanche c8 · Pion noir sur case noire a7 · Pion noir sur case blanche b7 · Pion noir sur case blanche d7 · Pion blanc sur case blanche a6 · Tour blanche sur case noire b6 · Pion blanc sur case blanche c6 · Pion noir sur case noire a5 · Tour blanche sur case blanche b5 · Roi noir sur case blanche a4 · Roi blanc sur case blanche c4 · Pion blanc sur case blanche e4 · Pion blanc sur case noire c3 · Dame noire sur case blanche c2 · Pion blanc sur case noire d2 · Pion blanc sur case noire f2 · Cavalier blanc sur case blanche b1 · Tour noire sur case noire c1 · Cavalier noir sur case blanche d1 · Dame blanche sur case noire e1 · Fou blanc sur case blanche f1 | Cavalier noir sur case noire b8 · Fou noir sur case blanche c8 · Pion noir sur case noire a7 · Pion noir sur case blanche b7 · Pion noir sur case blanche d7 · Pion blanc sur case blanche a6 · Tour blanche sur case noire b6 · Pion blanc sur case blanche c6 · Pion noir sur case noire a5 · Tour blanche sur case blanche b5 · Roi noir sur case blanche a4 · Roi blanc sur case blanche c4 · Pion blanc sur case blanche e4 · Pion blanc sur case noire c3 · Dame noire sur case blanche c2 · Pion blanc sur case noire d2 · Pion blanc sur case noire f2 · Cavalier blanc sur case blanche b1 · Tour noire sur case noire c1 · Cavalier noir sur case blanche d1 · Dame blanche sur case noire e1 · Fou blanc sur case blanche f1 | Cavalier noir sur case noire b8 · Fou noir sur case blanche c8 · Pion noir sur case noire a7 · Pion noir sur case blanche b7 · Pion noir sur case blanche d7 · Pion blanc sur case blanche a6 · Tour blanche sur case noire b6 · Pion blanc sur case blanche c6 · Pion noir sur case noire a5 · Tour blanche sur case blanche b5 · Roi noir sur case blanche a4 · Roi blanc sur case blanche c4 · Pion blanc sur case blanche e4 · Pion blanc sur case noire c3 · Dame noire sur case blanche c2 · Pion blanc sur case noire d2 · Pion blanc sur case noire f2 · Cavalier blanc sur case blanche b1 · Tour noire sur case noire c1 · Cavalier noir sur case blanche d1 · Dame blanche sur case noire e1 · Fou blanc sur case blanche f1 | Cavalier noir sur case noire b8 · Fou noir sur case blanche c8 · Pion noir sur case noire a7 · Pion noir sur case blanche b7 · Pion noir sur case blanche d7 · Pion blanc sur case blanche a6 · Tour blanche sur case noire b6 · Pion blanc sur case blanche c6 · Pion noir sur case noire a5 · Tour blanche sur case blanche b5 · Roi noir sur case blanche a4 · Roi blanc sur case blanche c4 · Pion blanc sur case blanche e4 · Pion blanc sur case noire c3 · Dame noire sur case blanche c2 · Pion blanc sur case noire d2 · Pion blanc sur case noire f2 · Cavalier blanc sur case blanche b1 · Tour noire sur case noire c1 · Cavalier noir sur case blanche d1 · Dame blanche sur case noire e1 · Fou blanc sur case blanche f1 | Cavalier noir sur case noire b8 · Fou noir sur case blanche c8 · Pion noir sur case noire a7 · Pion noir sur case blanche b7 · Pion noir sur case blanche d7 · Pion blanc sur case blanche a6 · Tour blanche sur case noire b6 · Pion blanc sur case blanche c6 · Pion noir sur case noire a5 · Tour blanche sur case blanche b5 · Roi noir sur case blanche a4 · Roi blanc sur case blanche c4 · Pion blanc sur case blanche e4 · Pion blanc sur case noire c3 · Dame noire sur case blanche c2 · Pion blanc sur case noire d2 · Pion blanc sur case noire f2 · Cavalier blanc sur case blanche b1 · Tour noire sur case noire c1 · Cavalier noir sur case blanche d1 · Dame blanche sur case noire e1 · Fou blanc sur case blanche f1 | Cavalier noir sur case noire b8 · Fou noir sur case blanche c8 · Pion noir sur case noire a7 · Pion noir sur case blanche b7 · Pion noir sur case blanche d7 · Pion blanc sur case blanche a6 · Tour blanche sur case noire b6 · Pion blanc sur case blanche c6 · Pion noir sur case noire a5 · Tour blanche sur case blanche b5 · Roi noir sur case blanche a4 · Roi blanc sur case blanche c4 · Pion blanc sur case blanche e4 · Pion blanc sur case noire c3 · Dame noire sur case blanche c2 · Pion blanc sur case noire d2 · Pion blanc sur case noire f2 · Cavalier blanc sur case blanche b1 · Tour noire sur case noire c1 · Cavalier noir sur case blanche d1 · Dame blanche sur case noire e1 · Fou blanc sur case blanche f1 | Cavalier noir sur case noire b8 · Fou noir sur case blanche c8 · Pion noir sur case noire a7 · Pion noir sur case blanche b7 · Pion noir sur case blanche d7 · Pion blanc sur case blanche a6 · Tour blanche sur case noire b6 · Pion blanc sur case blanche c6 · Pion noir sur case noire a5 · Tour blanche sur case blanche b5 · Roi noir sur case blanche a4 · Roi blanc sur case blanche c4 · Pion blanc sur case blanche e4 · Pion blanc sur case noire c3 · Dame noire sur case blanche c2 · Pion blanc sur case noire d2 · Pion blanc sur case noire f2 · Cavalier blanc sur case blanche b1 · Tour noire sur case noire c1 · Cavalier noir sur case blanche d1 · Dame blanche sur case noire e1 · Fou blanc sur case blanche f1 | Cavalier noir sur case noire b8 · Fou noir sur case blanche c8 · Pion noir sur case noire a7 · Pion noir sur case blanche b7 · Pion noir sur case blanche d7 · Pion blanc sur case blanche a6 · Tour blanche sur case noire b6 · Pion blanc sur case blanche c6 · Pion noir sur case noire a5 · Tour blanche sur case blanche b5 · Roi noir sur case blanche a4 · Roi blanc sur case blanche c4 · Pion blanc sur case blanche e4 · Pion blanc sur case noire c3 · Dame noire sur case blanche c2 · Pion blanc sur case noire d2 · Pion blanc sur case noire f2 · Cavalier blanc sur case blanche b1 · Tour noire sur case noire c1 · Cavalier noir sur case blanche d1 · Dame blanche sur case noire e1 · Fou blanc sur case blanche f1 | 4 |
| 3 | Cavalier noir sur case noire b8 · Fou noir sur case blanche c8 · Pion noir sur case noire a7 · Pion noir sur case blanche b7 · Pion noir sur case blanche d7 · Pion blanc sur case blanche a6 · Tour blanche sur case noire b6 · Pion blanc sur case blanche c6 · Pion noir sur case noire a5 · Tour blanche sur case blanche b5 · Roi noir sur case blanche a4 · Roi blanc sur case blanche c4 · Pion blanc sur case blanche e4 · Pion blanc sur case noire c3 · Dame noire sur case blanche c2 · Pion blanc sur case noire d2 · Pion blanc sur case noire f2 · Cavalier blanc sur case blanche b1 · Tour noire sur case noire c1 · Cavalier noir sur case blanche d1 · Dame blanche sur case noire e1 · Fou blanc sur case blanche f1 | Cavalier noir sur case noire b8 · Fou noir sur case blanche c8 · Pion noir sur case noire a7 · Pion noir sur case blanche b7 · Pion noir sur case blanche d7 · Pion blanc sur case blanche a6 · Tour blanche sur case noire b6 · Pion blanc sur case blanche c6 · Pion noir sur case noire a5 · Tour blanche sur case blanche b5 · Roi noir sur case blanche a4 · Roi blanc sur case blanche c4 · Pion blanc sur case blanche e4 · Pion blanc sur case noire c3 · Dame noire sur case blanche c2 · Pion blanc sur case noire d2 · Pion blanc sur case noire f2 · Cavalier blanc sur case blanche b1 · Tour noire sur case noire c1 · Cavalier noir sur case blanche d1 · Dame blanche sur case noire e1 · Fou blanc sur case blanche f1 | Cavalier noir sur case noire b8 · Fou noir sur case blanche c8 · Pion noir sur case noire a7 · Pion noir sur case blanche b7 · Pion noir sur case blanche d7 · Pion blanc sur case blanche a6 · Tour blanche sur case noire b6 · Pion blanc sur case blanche c6 · Pion noir sur case noire a5 · Tour blanche sur case blanche b5 · Roi noir sur case blanche a4 · Roi blanc sur case blanche c4 · Pion blanc sur case blanche e4 · Pion blanc sur case noire c3 · Dame noire sur case blanche c2 · Pion blanc sur case noire d2 · Pion blanc sur case noire f2 · Cavalier blanc sur case blanche b1 · Tour noire sur case noire c1 · Cavalier noir sur case blanche d1 · Dame blanche sur case noire e1 · Fou blanc sur case blanche f1 | Cavalier noir sur case noire b8 · Fou noir sur case blanche c8 · Pion noir sur case noire a7 · Pion noir sur case blanche b7 · Pion noir sur case blanche d7 · Pion blanc sur case blanche a6 · Tour blanche sur case noire b6 · Pion blanc sur case blanche c6 · Pion noir sur case noire a5 · Tour blanche sur case blanche b5 · Roi noir sur case blanche a4 · Roi blanc sur case blanche c4 · Pion blanc sur case blanche e4 · Pion blanc sur case noire c3 · Dame noire sur case blanche c2 · Pion blanc sur case noire d2 · Pion blanc sur case noire f2 · Cavalier blanc sur case blanche b1 · Tour noire sur case noire c1 · Cavalier noir sur case blanche d1 · Dame blanche sur case noire e1 · Fou blanc sur case blanche f1 | Cavalier noir sur case noire b8 · Fou noir sur case blanche c8 · Pion noir sur case noire a7 · Pion noir sur case blanche b7 · Pion noir sur case blanche d7 · Pion blanc sur case blanche a6 · Tour blanche sur case noire b6 · Pion blanc sur case blanche c6 · Pion noir sur case noire a5 · Tour blanche sur case blanche b5 · Roi noir sur case blanche a4 · Roi blanc sur case blanche c4 · Pion blanc sur case blanche e4 · Pion blanc sur case noire c3 · Dame noire sur case blanche c2 · Pion blanc sur case noire d2 · Pion blanc sur case noire f2 · Cavalier blanc sur case blanche b1 · Tour noire sur case noire c1 · Cavalier noir sur case blanche d1 · Dame blanche sur case noire e1 · Fou blanc sur case blanche f1 | Cavalier noir sur case noire b8 · Fou noir sur case blanche c8 · Pion noir sur case noire a7 · Pion noir sur case blanche b7 · Pion noir sur case blanche d7 · Pion blanc sur case blanche a6 · Tour blanche sur case noire b6 · Pion blanc sur case blanche c6 · Pion noir sur case noire a5 · Tour blanche sur case blanche b5 · Roi noir sur case blanche a4 · Roi blanc sur case blanche c4 · Pion blanc sur case blanche e4 · Pion blanc sur case noire c3 · Dame noire sur case blanche c2 · Pion blanc sur case noire d2 · Pion blanc sur case noire f2 · Cavalier blanc sur case blanche b1 · Tour noire sur case noire c1 · Cavalier noir sur case blanche d1 · Dame blanche sur case noire e1 · Fou blanc sur case blanche f1 | Cavalier noir sur case noire b8 · Fou noir sur case blanche c8 · Pion noir sur case noire a7 · Pion noir sur case blanche b7 · Pion noir sur case blanche d7 · Pion blanc sur case blanche a6 · Tour blanche sur case noire b6 · Pion blanc sur case blanche c6 · Pion noir sur case noire a5 · Tour blanche sur case blanche b5 · Roi noir sur case blanche a4 · Roi blanc sur case blanche c4 · Pion blanc sur case blanche e4 · Pion blanc sur case noire c3 · Dame noire sur case blanche c2 · Pion blanc sur case noire d2 · Pion blanc sur case noire f2 · Cavalier blanc sur case blanche b1 · Tour noire sur case noire c1 · Cavalier noir sur case blanche d1 · Dame blanche sur case noire e1 · Fou blanc sur case blanche f1 | Cavalier noir sur case noire b8 · Fou noir sur case blanche c8 · Pion noir sur case noire a7 · Pion noir sur case blanche b7 · Pion noir sur case blanche d7 · Pion blanc sur case blanche a6 · Tour blanche sur case noire b6 · Pion blanc sur case blanche c6 · Pion noir sur case noire a5 · Tour blanche sur case blanche b5 · Roi noir sur case blanche a4 · Roi blanc sur case blanche c4 · Pion blanc sur case blanche e4 · Pion blanc sur case noire c3 · Dame noire sur case blanche c2 · Pion blanc sur case noire d2 · Pion blanc sur case noire f2 · Cavalier blanc sur case blanche b1 · Tour noire sur case noire c1 · Cavalier noir sur case blanche d1 · Dame blanche sur case noire e1 · Fou blanc sur case blanche f1 | 3 |
| 2 | Cavalier noir sur case noire b8 · Fou noir sur case blanche c8 · Pion noir sur case noire a7 · Pion noir sur case blanche b7 · Pion noir sur case blanche d7 · Pion blanc sur case blanche a6 · Tour blanche sur case noire b6 · Pion blanc sur case blanche c6 · Pion noir sur case noire a5 · Tour blanche sur case blanche b5 · Roi noir sur case blanche a4 · Roi blanc sur case blanche c4 · Pion blanc sur case blanche e4 · Pion blanc sur case noire c3 · Dame noire sur case blanche c2 · Pion blanc sur case noire d2 · Pion blanc sur case noire f2 · Cavalier blanc sur case blanche b1 · Tour noire sur case noire c1 · Cavalier noir sur case blanche d1 · Dame blanche sur case noire e1 · Fou blanc sur case blanche f1 | Cavalier noir sur case noire b8 · Fou noir sur case blanche c8 · Pion noir sur case noire a7 · Pion noir sur case blanche b7 · Pion noir sur case blanche d7 · Pion blanc sur case blanche a6 · Tour blanche sur case noire b6 · Pion blanc sur case blanche c6 · Pion noir sur case noire a5 · Tour blanche sur case blanche b5 · Roi noir sur case blanche a4 · Roi blanc sur case blanche c4 · Pion blanc sur case blanche e4 · Pion blanc sur case noire c3 · Dame noire sur case blanche c2 · Pion blanc sur case noire d2 · Pion blanc sur case noire f2 · Cavalier blanc sur case blanche b1 · Tour noire sur case noire c1 · Cavalier noir sur case blanche d1 · Dame blanche sur case noire e1 · Fou blanc sur case blanche f1 | Cavalier noir sur case noire b8 · Fou noir sur case blanche c8 · Pion noir sur case noire a7 · Pion noir sur case blanche b7 · Pion noir sur case blanche d7 · Pion blanc sur case blanche a6 · Tour blanche sur case noire b6 · Pion blanc sur case blanche c6 · Pion noir sur case noire a5 · Tour blanche sur case blanche b5 · Roi noir sur case blanche a4 · Roi blanc sur case blanche c4 · Pion blanc sur case blanche e4 · Pion blanc sur case noire c3 · Dame noire sur case blanche c2 · Pion blanc sur case noire d2 · Pion blanc sur case noire f2 · Cavalier blanc sur case blanche b1 · Tour noire sur case noire c1 · Cavalier noir sur case blanche d1 · Dame blanche sur case noire e1 · Fou blanc sur case blanche f1 | Cavalier noir sur case noire b8 · Fou noir sur case blanche c8 · Pion noir sur case noire a7 · Pion noir sur case blanche b7 · Pion noir sur case blanche d7 · Pion blanc sur case blanche a6 · Tour blanche sur case noire b6 · Pion blanc sur case blanche c6 · Pion noir sur case noire a5 · Tour blanche sur case blanche b5 · Roi noir sur case blanche a4 · Roi blanc sur case blanche c4 · Pion blanc sur case blanche e4 · Pion blanc sur case noire c3 · Dame noire sur case blanche c2 · Pion blanc sur case noire d2 · Pion blanc sur case noire f2 · Cavalier blanc sur case blanche b1 · Tour noire sur case noire c1 · Cavalier noir sur case blanche d1 · Dame blanche sur case noire e1 · Fou blanc sur case blanche f1 | Cavalier noir sur case noire b8 · Fou noir sur case blanche c8 · Pion noir sur case noire a7 · Pion noir sur case blanche b7 · Pion noir sur case blanche d7 · Pion blanc sur case blanche a6 · Tour blanche sur case noire b6 · Pion blanc sur case blanche c6 · Pion noir sur case noire a5 · Tour blanche sur case blanche b5 · Roi noir sur case blanche a4 · Roi blanc sur case blanche c4 · Pion blanc sur case blanche e4 · Pion blanc sur case noire c3 · Dame noire sur case blanche c2 · Pion blanc sur case noire d2 · Pion blanc sur case noire f2 · Cavalier blanc sur case blanche b1 · Tour noire sur case noire c1 · Cavalier noir sur case blanche d1 · Dame blanche sur case noire e1 · Fou blanc sur case blanche f1 | Cavalier noir sur case noire b8 · Fou noir sur case blanche c8 · Pion noir sur case noire a7 · Pion noir sur case blanche b7 · Pion noir sur case blanche d7 · Pion blanc sur case blanche a6 · Tour blanche sur case noire b6 · Pion blanc sur case blanche c6 · Pion noir sur case noire a5 · Tour blanche sur case blanche b5 · Roi noir sur case blanche a4 · Roi blanc sur case blanche c4 · Pion blanc sur case blanche e4 · Pion blanc sur case noire c3 · Dame noire sur case blanche c2 · Pion blanc sur case noire d2 · Pion blanc sur case noire f2 · Cavalier blanc sur case blanche b1 · Tour noire sur case noire c1 · Cavalier noir sur case blanche d1 · Dame blanche sur case noire e1 · Fou blanc sur case blanche f1 | Cavalier noir sur case noire b8 · Fou noir sur case blanche c8 · Pion noir sur case noire a7 · Pion noir sur case blanche b7 · Pion noir sur case blanche d7 · Pion blanc sur case blanche a6 · Tour blanche sur case noire b6 · Pion blanc sur case blanche c6 · Pion noir sur case noire a5 · Tour blanche sur case blanche b5 · Roi noir sur case blanche a4 · Roi blanc sur case blanche c4 · Pion blanc sur case blanche e4 · Pion blanc sur case noire c3 · Dame noire sur case blanche c2 · Pion blanc sur case noire d2 · Pion blanc sur case noire f2 · Cavalier blanc sur case blanche b1 · Tour noire sur case noire c1 · Cavalier noir sur case blanche d1 · Dame blanche sur case noire e1 · Fou blanc sur case blanche f1 | Cavalier noir sur case noire b8 · Fou noir sur case blanche c8 · Pion noir sur case noire a7 · Pion noir sur case blanche b7 · Pion noir sur case blanche d7 · Pion blanc sur case blanche a6 · Tour blanche sur case noire b6 · Pion blanc sur case blanche c6 · Pion noir sur case noire a5 · Tour blanche sur case blanche b5 · Roi noir sur case blanche a4 · Roi blanc sur case blanche c4 · Pion blanc sur case blanche e4 · Pion blanc sur case noire c3 · Dame noire sur case blanche c2 · Pion blanc sur case noire d2 · Pion blanc sur case noire f2 · Cavalier blanc sur case blanche b1 · Tour noire sur case noire c1 · Cavalier noir sur case blanche d1 · Dame blanche sur case noire e1 · Fou blanc sur case blanche f1 | 2 |
| 1 | Cavalier noir sur case noire b8 · Fou noir sur case blanche c8 · Pion noir sur case noire a7 · Pion noir sur case blanche b7 · Pion noir sur case blanche d7 · Pion blanc sur case blanche a6 · Tour blanche sur case noire b6 · Pion blanc sur case blanche c6 · Pion noir sur case noire a5 · Tour blanche sur case blanche b5 · Roi noir sur case blanche a4 · Roi blanc sur case blanche c4 · Pion blanc sur case blanche e4 · Pion blanc sur case noire c3 · Dame noire sur case blanche c2 · Pion blanc sur case noire d2 · Pion blanc sur case noire f2 · Cavalier blanc sur case blanche b1 · Tour noire sur case noire c1 · Cavalier noir sur case blanche d1 · Dame blanche sur case noire e1 · Fou blanc sur case blanche f1 | Cavalier noir sur case noire b8 · Fou noir sur case blanche c8 · Pion noir sur case noire a7 · Pion noir sur case blanche b7 · Pion noir sur case blanche d7 · Pion blanc sur case blanche a6 · Tour blanche sur case noire b6 · Pion blanc sur case blanche c6 · Pion noir sur case noire a5 · Tour blanche sur case blanche b5 · Roi noir sur case blanche a4 · Roi blanc sur case blanche c4 · Pion blanc sur case blanche e4 · Pion blanc sur case noire c3 · Dame noire sur case blanche c2 · Pion blanc sur case noire d2 · Pion blanc sur case noire f2 · Cavalier blanc sur case blanche b1 · Tour noire sur case noire c1 · Cavalier noir sur case blanche d1 · Dame blanche sur case noire e1 · Fou blanc sur case blanche f1 | Cavalier noir sur case noire b8 · Fou noir sur case blanche c8 · Pion noir sur case noire a7 · Pion noir sur case blanche b7 · Pion noir sur case blanche d7 · Pion blanc sur case blanche a6 · Tour blanche sur case noire b6 · Pion blanc sur case blanche c6 · Pion noir sur case noire a5 · Tour blanche sur case blanche b5 · Roi noir sur case blanche a4 · Roi blanc sur case blanche c4 · Pion blanc sur case blanche e4 · Pion blanc sur case noire c3 · Dame noire sur case blanche c2 · Pion blanc sur case noire d2 · Pion blanc sur case noire f2 · Cavalier blanc sur case blanche b1 · Tour noire sur case noire c1 · Cavalier noir sur case blanche d1 · Dame blanche sur case noire e1 · Fou blanc sur case blanche f1 | Cavalier noir sur case noire b8 · Fou noir sur case blanche c8 · Pion noir sur case noire a7 · Pion noir sur case blanche b7 · Pion noir sur case blanche d7 · Pion blanc sur case blanche a6 · Tour blanche sur case noire b6 · Pion blanc sur case blanche c6 · Pion noir sur case noire a5 · Tour blanche sur case blanche b5 · Roi noir sur case blanche a4 · Roi blanc sur case blanche c4 · Pion blanc sur case blanche e4 · Pion blanc sur case noire c3 · Dame noire sur case blanche c2 · Pion blanc sur case noire d2 · Pion blanc sur case noire f2 · Cavalier blanc sur case blanche b1 · Tour noire sur case noire c1 · Cavalier noir sur case blanche d1 · Dame blanche sur case noire e1 · Fou blanc sur case blanche f1 | Cavalier noir sur case noire b8 · Fou noir sur case blanche c8 · Pion noir sur case noire a7 · Pion noir sur case blanche b7 · Pion noir sur case blanche d7 · Pion blanc sur case blanche a6 · Tour blanche sur case noire b6 · Pion blanc sur case blanche c6 · Pion noir sur case noire a5 · Tour blanche sur case blanche b5 · Roi noir sur case blanche a4 · Roi blanc sur case blanche c4 · Pion blanc sur case blanche e4 · Pion blanc sur case noire c3 · Dame noire sur case blanche c2 · Pion blanc sur case noire d2 · Pion blanc sur case noire f2 · Cavalier blanc sur case blanche b1 · Tour noire sur case noire c1 · Cavalier noir sur case blanche d1 · Dame blanche sur case noire e1 · Fou blanc sur case blanche f1 | Cavalier noir sur case noire b8 · Fou noir sur case blanche c8 · Pion noir sur case noire a7 · Pion noir sur case blanche b7 · Pion noir sur case blanche d7 · Pion blanc sur case blanche a6 · Tour blanche sur case noire b6 · Pion blanc sur case blanche c6 · Pion noir sur case noire a5 · Tour blanche sur case blanche b5 · Roi noir sur case blanche a4 · Roi blanc sur case blanche c4 · Pion blanc sur case blanche e4 · Pion blanc sur case noire c3 · Dame noire sur case blanche c2 · Pion blanc sur case noire d2 · Pion blanc sur case noire f2 · Cavalier blanc sur case blanche b1 · Tour noire sur case noire c1 · Cavalier noir sur case blanche d1 · Dame blanche sur case noire e1 · Fou blanc sur case blanche f1 | Cavalier noir sur case noire b8 · Fou noir sur case blanche c8 · Pion noir sur case noire a7 · Pion noir sur case blanche b7 · Pion noir sur case blanche d7 · Pion blanc sur case blanche a6 · Tour blanche sur case noire b6 · Pion blanc sur case blanche c6 · Pion noir sur case noire a5 · Tour blanche sur case blanche b5 · Roi noir sur case blanche a4 · Roi blanc sur case blanche c4 · Pion blanc sur case blanche e4 · Pion blanc sur case noire c3 · Dame noire sur case blanche c2 · Pion blanc sur case noire d2 · Pion blanc sur case noire f2 · Cavalier blanc sur case blanche b1 · Tour noire sur case noire c1 · Cavalier noir sur case blanche d1 · Dame blanche sur case noire e1 · Fou blanc sur case blanche f1 | Cavalier noir sur case noire b8 · Fou noir sur case blanche c8 · Pion noir sur case noire a7 · Pion noir sur case blanche b7 · Pion noir sur case blanche d7 · Pion blanc sur case blanche a6 · Tour blanche sur case noire b6 · Pion blanc sur case blanche c6 · Pion noir sur case noire a5 · Tour blanche sur case blanche b5 · Roi noir sur case blanche a4 · Roi blanc sur case blanche c4 · Pion blanc sur case blanche e4 · Pion blanc sur case noire c3 · Dame noire sur case blanche c2 · Pion blanc sur case noire d2 · Pion blanc sur case noire f2 · Cavalier blanc sur case blanche b1 · Tour noire sur case noire c1 · Cavalier noir sur case blanche d1 · Dame blanche sur case noire e1 · Fou blanc sur case blanche f1 | 1 |
|   | a | b | c | d | e | f | g | h |   |

À partir de cette position doit être déterminé par analyse rétrograde  la suite logique des coups précédents, et découvrir quelle pièce a pris le cavalier blanc (symboliquement « tué le chevalier »).  Ce cavalier est le seul (cavalier) à ne plus figurer sur l'échiquier à ce stade de la partie.

## Éditions
Édition imprimée originale en espagnol
- (es) Arturo Pérez-Reverte, La tabla de Flandes, Madrid, Alfaguara, coll. « Alfaguara Hispánica » (no 77), 1990, 416 p. (ISBN 84-204-8079-7, BNF 35429199)La notice bibliographique de la BNF comporte, en date du 20 janvier 2011, une erreur pour l'année de parution de l'édition espagnole, en indiquant « 1991 » au lieu de 1990.

Éditions imprimées en français
- Arturo Pérez-Reverte (trad. de l'espagnol par Jean-Pierre Quijano), Le Tableau du maître flamand [« La tabla de Flandes »], Paris, JC Lattès, coll. « Suspense et Cie », 1993, 305 p. (ISBN 2-7096-1217-8, BNF 35558413)
- Arturo Pérez-Reverte (trad. de l'espagnol par Jean-Pierre Quijano), Le Tableau du maître flamand [« La tabla de Flandes »], Paris, Librairie générale française, coll. « Le Livre de poche » (no 7625), 1994, 346 p. (ISBN 2-253-07625-2, BNF 35695246)
- Arturo Pérez-Reverte (trad. de l'espagnol par Jean-Pierre Quijano), Le Tableau du maître flamand [« La tabla de Flandes »], Paris, Gallimard, coll. « Folio policier » (no 1026), 2024, 480 p. (ISBN 978-2-07-304167-8, BNF 47541073)

Livres audio en français
- Arturo Pérez-Reverte (trad. Jean-Pierre Quijano), Le Tableau du maître flamand [« La tabla de Flandes »], Paris, Livraphone, 2005 (ISBN 978-2-87809-341-4, BNF 40071588)Narratrice : Claude Bermann ; support : 11 disques compacts audio ; durée : 12 h 40 min environ ; référence éditeur : Livraphone LIV 267C.
- Arturo Pérez-Reverte (trad. Jean-Pierre Quijano), Le Tableau du maître flamand [« La tabla de Flandes »], Paris, Livraphone, 2006 (ISBN 89-500-0123-3, BNF 40104008)Narratrice : Claude Bermann ; support : 1 disque compact audio MP3 ; durée : 12 h 40 min environ ; référence éditeur : Livraphone LIV 267M.

## Prix littéraire
Le Tableau du maître flamand a reçu le Grand prix de littérature policière en 1993 dans la catégorie roman étranger.

## Adaptation cinématographique
- 1994 : Qui a tué le chevalier ? (Uncovered), film anglo-hispano-français réalisé par Jim McBride, avec Kate Beckinsale, John Wood et Sinead Cusack

Tourné en 1993, le film est présenté en avant-première, en mai 1994, au marché du film, en marge du Festival de Cannes.